# Skřítek (film, 1993)
Skřítek (v anglickém originále Leprechaun) je americká filmová komedie z roku 1993. Režisérem filmu je Mark Jones. Hlavní role ve filmu ztvárnili Warwick Davis, Jennifer Aniston, Ken Olandt, Mark Holton a Robert Hy Gorman. 

## Obsazení
| Warwick Davis    | skřítek       |
| Jennifer Aniston | Tory Redding  |
| Ken Olandt       | Nathan Murphy |
| Mark Holton      | Ozzie Jones   |
| Robert Hy Gorman | Alex Murphy   |
| David Permenter  | Tripet        |
| William Newman   | šerif Cronin  |
| Shay Duffin      | Dan O’Grady   |